# José Isidro Guerrero Macías
José Isidro Guerrero Macías (Iraguato, 31 de mayo de 1951-Mexicali, Baja California, 23 de febrero de 2022) fue un obispo católico mexicano. Fue obispo de Mexicali, entre 1997 y 2022.

## Biografía
José Isidro nació el 31 de mayo de 1951, Iraguato, del estado de Sinaloa, México.
Su ordenación sacerdotal fue el 22 de abril de 1973.
El 31 de mayo de 1997, el papa Juan Pablo II lo nombró obispo de Mexicali, siendo consagrado como tal el 17 de septiembre del mismo año, a manos de Justo Mullor García.
Fue obispo de esa diócesis hasta su fallecimiento por covid-19, el 23 de febrero de 2022.